# Jean-François Chauvel
Pour les articles homonymes, voir Chauvel.
 (mars 2017).
Si vous disposez d'ouvrages ou d'articles de référence ou si vous connaissez des sites web de qualité traitant du thème abordé ici, merci de compléter l'article en donnant les références utiles à sa vérifiabilité et en les liant à la section « Notes et références ».
Jean-François Chauvel (Pékin, 30 mai 1927 - Boulogne-Billancourt, 10 février 1986) est un journaliste de presse écrite et de télévision et reporter français.
Il collabore également à des scénarios de cinéma avec son beau-frère, le cinéaste Pierre Schoendoerffer.

## Biographie
Fils de l'ambassadeur de France Jean Chauvel, il est né à Pékin le 30 mars 1927 et mort à Paris le 10 février 1986.
Après des études scolaires difficiles, il s'est engagé dans la Résistance à l'âge de 15 ans. Après la Libération de Paris, il a rejoint la 2e division blindée et a été grièvement blessé près de Baccarat à l'automne 1944, ce qui lui a valu la Croix de guerre 1939-1945 avec palme et le Purple Heart américain. Après la Libération, il a découvert le métier de journaliste dans des publications modestes parisiennes, puis a sérieusement appris le métier pendant plusieurs années à l'AFP.
Dans les années 1960, il a été intégré à la rédaction du Figaro comme grand-reporter et a été l'un des tout premiers à alerter l'opinion publique nationale et internationale sur le drame du Biafra,.
En 1968, il est l'un des membres fondateurs du syndicat étudiant l'Union nationale inter-universitaire (UNI).
Il est producteur de l'émission de l'ORTF Point - Contrepoint en 1969.
Au début des années 1970, il a créé et animé deux émissions de reportages pour l'ORTF : 52 (janvier 1973-août 1974) et Satellite, consultables dans les archives de l'Institut national de l'audiovisuel (INA). À la même époque, il a publié ses mémoires sous le titre À rebrousse-poil, un succès d'édition.
Il a ensuite quitté et le Figaro et la télévision pour produire ses propres reportages, dont Des hommes sans nom sur la Légion étrangère en 1980.
Il a participé à deux scénarios de Pierre Schoendoerffer : Le Crabe-Tambour en 1976, et L'Honneur d'un capitaine, sorti en 1982.
Après plusieurs ouvrages, dont le plus remarqué a été "La guerre éclatée" et des articles dans plusieurs publications, il s'est éteint des suites d'un triple pontage cardiaque.
Il a reçu le Prix Jean-Le-Duc en compagnie de Pierre Schoendoerffer et Daniel Yonnet en 1982 pour le film L'Honneur d'un capitaine.
Il a été marié trois fois : la première fois en 1945 avec Antonia Luciani, Croix de guerre et Medal of Freedom 1939-1945), sa collègue de réseau de résistance avec laquelle il a eu un fils, le reporter de guerre Patrick Chauvel et une fille, Marie-Christine ; la deuxième avec Marie-Thérèse Bouissou, mère de son fils Érik ; la troisième avec Geneviève Granès, mère de son fils Laurent et elle-même auteur d'ouvrages historiques sous le nom de Geneviève Chauvel.